# Danh sách nhân vật trong Ngày xửa ngày xưa

Những nhân vật cơ bản xuất hiện trong chương trình, các nhân vật Storybrooke từ trái sang phải: Archie Hopper, Regina Mills, Henry Mills, Emma Swan, Sheriff Graham, Ông Gold, Mary Margaret Blanchard, và David Nolan.

Các nhân vật trong Ngày xửa ngày xưa (tiếng Anh: Once Upon a Time), một bộ phim truyền hình cổ tích Mỹ được tạo ra bởi Edward Kitsis và Adam Horowitz, là những nhân vật cổ tích từ Khu rừng Phép thuật bị nguyền rủa trong chiếc bẫy thời gian tại Storybrooke, Maine. Họ bị buộc phải sống một cuộc sống mà không có những kết thúc có hậu, và đa số họ không thể nhớ thân phận thực sự của họ là ai.
Câu chuyện xoay quanh một nữ trinh thám lẻ loi Emma Swan tái ngộ với cậu bé Henry Mills, đứa con mà cô bỏ rơi mười năm trước. Không muốn dính líu đến cậu, Emma chở trả cậu về nhà ở Storybrooke. Trên đường đi, cậu bé luôn kể với cô mọi chuyện trong cuốn sách cổ tích lớn mà cậu cầm theo là có thật: mọi người ở Storybrooke là những nhân vật trong cuốn sách bị nguyền rủa bởi Hoàng hậu Độc ác, và rằng là con gái của Bạch Tuyết và Hoàng tử Quyến Rũ, Emma là người duy nhất có thể giải thoát họ. Emma không tin lấy một chữ từ lời nói của cậu và giữ nguyên ý định trả cậu về cho Regina Mills, thị trưởng của Storybrooke, người mà Henry cho rằng là bà Hoàng hậu trong cuốn sách. Hoài nghi, Emma quyết định ở lại Storybrooke chỉ sau khi nhìn thấy Henry cô đơn và thiếu thốn tình cảm như thế nào. Thái độ đối kháng của Regina làm cho Emma trở nên đáng ngờ về bà ta và cô ở lại thị trấn. Vô tình, cô bắt đầu phá vỡ lời nguyền. Những công dân còn lại Storybrooke được tiết lộ thân phận cổ tích của họ thông qua những đoạn hồi tưởng các sự kiện trong Khu rừng Phép thuật: Mary Margaret Blanchard, giáo viên của Henry và thật sự là Bạch Tuyết; David Nolan, người tỉnh dậy sau cơn hôn mê tìm thấy những ký ức sai lầm với người vợ Kathryn Nolan mâu thuẫn với những cảm xúc mà anh có với Bạch Tuyết khi anh là Hoàng tử Quyến Rũ; Ông Gold, người đàn ông giàu nhất thị trấn và là người đáng sợ nhất, phản ánh thân phận thực của ông là Rumplestiltskin; Archie Hopper, Chú dế Jiminy trong thế giới cổ tích, là bác sĩ tâm lý trị liệu trong thị trấn; Cảnh sát trưởng Graham là người thợ săn được gửi đến để sát hại Bạch Tuyết; August Booth, một nhà văn liệt nửa thân người cần phép thuật để hồi phục và là người lạ đầu tiên đến thị trấn sau Emma, thực sự là cậu bé gỗ Pinocchio; và nhiều nhân vật cổ tích khác.

## Nhân vật định kỳ

### Maleficent
Bác sĩ Whale/Tiến sĩ Frankenstein